# 唐纳德·莫法特
唐纳德·莫法特（英語：Donald Moffat，1930年12月26日—2018年12月20日）是一名长期活跃在美国的英国籍演员。唐纳德·莫法特从外百老汇和百老汇音乐剧开始了他的演员生涯，他凭借作品《野鸭》和《你正确（所以你正确）》两度获得托尼奖提名，并依靠《绘画教堂》而获得奥比奖。唐纳德·莫法特也出演过一些真人电影，例如：《怪形》和《太空先锋》；另外他还以客串形式出演了包括《女医生》和《白宫风云》在内的部分电视剧。

## 早年生活
唐纳德·莫法特出生于英国德文郡的普利茅斯，他是他们家庭里的独生子。他的母亲名叫凯瑟琳·玛丽·莫法特（Kathleen Mary Moffat），其婚前姓氏为史密斯（Smith）；而他的父亲名叫沃尔特·乔治·莫法特（Walter George Moffat），是一名保险代理人。他的父母后来在托特尼斯经营一所寄宿公寓。1949年至1951年期间，唐纳德·莫法特在当地的爱德华六世国王社区学院念书；后加入英国陆军服役。随后他在伦敦的皇家戏剧艺术学院接受培训。

## 私人境况
1954年，唐纳德·莫法特与女演员安妮·穆雷·艾利斯波曼（Anne Murray Ellsperman）。 他们生有一个名叫温蒂（Wendy）的女儿和一个名叫加布里埃尔（Gabriel）的儿子。他们的婚姻在1968年宣告结束。 1970年，唐纳德与另一个女演员格温·阿纳结婚。
唐纳德·莫法特在2018年12月20日逝世于美国纽约州的沉睡谷，此时距离他88岁生日还差6天。据悉，唐纳德的死因是中风并发症。在他去世的时候，他的妻子、四个孩子、十个孙辈和三个曾孙辈均陪伴在他身边。

### 文献
- Vincent Terrace.  第2版. 麥克法蘭公司出版社. 2014-01-10  [2018-12-24]. ISBN 9780786464777. （原始内容存档于2019-09-30）.